# Akte (toneel)
Een akte of bedrijf is een deel van een toneelstuk, opera of operette. Een akte komt overeen met een hoofdstuk in een roman.
De tijd tussen de akten wordt soms gebruikt om een pauze in te lassen. Soms wordt tijdens de wisseling van een akte muziek ten gehore gebracht of een kort ballet opgevoerd: men spreekt dan van een entr'acte.
Een akte kan bestaan uit meerdere tonelen of scènes. Scènes spelen zich af op verschillende plaatsen, zodat er een changement nodig is op het podium.
Een opera of toneelstuk kan uit één of meer akten bestaan. In geval van één akte spreekt men van een eenakter. Tot de 18e eeuw was een indeling in vijf akten gebruikelijk. Deze akten heetten expositie, intrige, climax, catastrofe en peripetie.